# Silas Koech
Pour les articles homonymes, voir Koech.
Silas Koech, né le 29 juin 2003, est un coureur cycliste allemand. Il est membre de l'équipe Lotto Kern-Haus PSD Bank.

## Biographie
Durant sa jeunesse, Silas Koech pratique d'abord la natation. Son père Gunnar est lui-même un ancien nageur. Il finit toutefois par abandonner ce sport vers 2017, lorsqu'il opte pour le cyclisme. Sa première licence est prise au « Racing Team Herzogtum Lauenburg », un club implanté à Schretstaken. Dans les catégories de jeunes, il se consacre beaucoup au cyclo-cross. Il participe aussi à des compétitions sur route.
Pour ses débuts espoirs, il rejoint l'équipe continentale Saris Rouvy Sauerland en 2022. Avec cette formation, il se fait remarquer lors du Tour d'Allemagne 2023 en prenant part à diverses échappées. Il obtient par ailleurs divers accessits dans des courses d'envergure nationale en 2024. La même année, il finit quinzième du Tour de Roumanie, sur le circuit de l'UCI Europe Tour.
En 2025, il change de maillot en intégrant la formation Lotto Kern-Haus PSD Bank. Sous ses nouvelles couleurs, il termine troisième et meilleur jeune du Tour du Loir-et-Cher, tout en ayant remporté une étape. C'est sa première victoire acquise sur une épreuve inscrite au calendrier de l'UCI. Il se classe également deuxième d'une étape du Tour Alsace, quatrième du Dorpenomloop Rucphen, cinquième du championnat d'Allemagne du contre-la-montre espoirs, ou encore dixième d'une étape du Tour de Bretagne.

## Palmarès sur route

### Par année
- 2025
  - 2e étape du Tour du Loir-et-Cher
  - 3e du Tour du Loir-et-Cher

### Classements mondiaux
| Année                                 | 2023  |
| ------------------------------------- | ----- |
| Classement mondial                    | 2977e |
| UCI Europe Tour                       | 1610e |
|                                       |       |
| Légende : nc = non classéSource : UCI |       |

## Palmarès en cyclo-cross
- 2024-2025
  - Dalej Na Pólnoc Rowerem Się Nie Da Wladyslawowo-Cetniewo, Władysławowo